# Howard Bloom
Pour les articles homonymes, voir Bloom.
Howard Bloom (né en 1943 à Buffalo dans l'État de New York) est un auteur américain et ancien publicitaire dans l'industrie musicale.

## Biographie
Howard Bloom naît en 1943 à Buffalo, État de New York, États-Unis. À l'âge de dix ans, il s'intéresse déjà aux sciences. Il lit beaucoup de grands scientifiques qui deviendront des modèles, comme Antonie van Leeuwenhoek, Galileo Galilei et Albert Einstein. Bloom insiste pour que ses parents lui achètent un microscope professionnel d'occasion et tombe ainsi dans la microbiologie. En suivant les traces d'un autre grand exemple, George Gamow (l'un des fondateurs de la théorie du Big Bang et du bruit de fond de l'Univers), Bloom se plonge aussi dans la physique théorique et la cosmologie.
Bloom construit sa première machine utilisant l'Algèbre de Boole (logique) à l'âge de douze ans. La même année, il collabore avec Michael Wolfberg  pour concevoir un outil électronique capable de jouer au jeu de stratégie « Tac Tix », où le but est de forcer son adversaire à enlever le dernier jeton du plateau de jeu. Cet appareil gagne des concours scientifiques régionaux et devient l'un des concurrents pour le Westinghouse National Science Prize. L'appareil électronique en question a aussi aidé Wolfberg à entrer au Massachusetts Institute of Technology.
Toujours à l'âge de douze ans, Bloom est accepté en audience privée pour discuter de cosmologie avec le chef du département de physique (Graduate Physics Department) de l'Université de Buffalo. 
Entre-temps, Bloom étudie les livres de formules industrielles de la librairie locale, fabrique du cold cream à partir de zéro, étudie les agents de surface actifs, est fasciné par la tension superficielle et apprend la piézoélectrique en construisant une radio-diode au germanium. Cet essai en vue d'obtenir une bobine électrique avancée échoue, tout comme son essai de construction d'un transistor radio en kit. Mais toutes ces expériences lui enseignent quelques-unes des bases de l'électrotechnique
Bloom possède alors dans sa chambre des rats de laboratoire qui se multiplient, des 
cochons d'Inde, des poissons et des lézards. Bloom apprend d'un livre d'herpétologie comment élever un lézard à partir d'un œuf. Il se procure l'œuf dans une animalerie locale et réussit ainsi à mettre au monde son premier reptile. L'intérêt de Bloom pour le comportement animal ressortira plus tard dans ses ouvrages.
Publicitaire dans l'industrie musicale et cinématographique de 1974 à 1988, il travaille alors pour des personnalités telles que Prince, Michael Jackson, Bob Marley, Bette Midler ou encore John Cougar Mellencamp. En 1982, il fonde  The Howard Bloom Organization, Ltd  dont il est président et qui devient l'une des plus grandes entreprises de publicité dans l'industrie de la musique.
Il est l'un des principaux fondateurs de deux nouveaux champs d'exploration scientifique, le comportement de masse et l'étude des psychologies anciennes : la "paléopsychologie". 
Bloom travaille actuellement a l'établissement d'une troisième discipline appelée omnologie, l'étude du Tout. Il est aussi le fondateur de deux groupes scientifiques
internationaux multidisciplinaires. Le premier, concentré sur la "psychologie évolutionnaire", "The Group Selection Squad" (1995) basée sur la théorie de la sélection naturelle par groupes. Le second est l'"International Paleopsychology Project"  (1997).

## Ouvrages

### Le principe de lucifer
Le principe de lucifer (en) part du postulat d'un instinct de survie et d'une volonté d'expansion des superorganismes, des entités identitaires existant sur plusieurs niveaux, transcendant celui des individus. Il y analyse comment la violence est intrinsèquement liée à la nature de la société humaine puisque ces superorganismes doivent immanquablement entrer en compétition sur le mode darwinien.
Howard Bloom, en tant qu'un des pères de la mémétique se concentre sur le super-organisme pour proposer une analyse mémétique de l'histoire :
- C'est une erreur méthodologique de centrer l'étude de l'évolutionnisme darwinien uniquement sur la compétition sélective :
  - Il faut également prendre en compte la compétition entre groupes ((en) group selection) et les inimitiés dues au problème du libre arbitre.
- Il y a une évolution darwinienne des individus et des groupes, et une sélection de groupes :
  - avec une tendance naturelle des unités élémentaires à se regrouper (symbiose, systèmes…) dans l'univers en général il y a une tendance à la complexité.

Les 5 mécanismes structurant l'évolution des groupes (les deux premiers assurent un équilibre) :
- Les gardiens de la conformité ((en) conformity enforcers) ;
- Les générateurs de diversité ((en) diversity generators) ;
- Les juges internes ((en) inner-judges) : ils conservent une homogénéité et une homéostasie ;
- Les redistributeurs de ressources ((en) resources shifters) (nutriments matériels et psychologiques) : récompensent dans le mécanisme de sélection darwinienne ;
- Les organisateurs de compétition entre groupes ((en) intergroup tournaments) : sanctionnent et éliminent les plus faibles dans la sélection darwinienne (darwinisme social).

Ces 5 mécanismes créent l'Intelligence, au sens morphogénèse et de l'adaptation à des circonstances nouvelles, et non comme capacité d'abstraction.
Face à la sélection darwinienne, Bloom prêche un activisme mobilisateur en soulignant le problème du choix et de la conscience.
Exemples :
- les mésanges qui ont appris à percer les capsules de bouteilles de lait en Angleterre ;
- les communautés d'insectes et d'animaux peuvent répondre à des questions logiques du même type que celles posées dans les tests de QI.

### Le cerveau global
Le cerveau global est le deuxième tome du principe de lucifer. Howard Bloom se concentre sur le cerveau global, le superorganisme (global) avec pour synonyme d'intelligence collective, complexe et en réseau. 
Les conclusions : 
- l’architecture Internet, avec sa concurrence entre les sites pour se placer à la confluence des réseaux d’échange, d’influence et de connaissance, n’est que la continuation du « cerveau global » par d’autres moyens.
- Cette dynamique autocréatrice de l’information, de la connaissance et de l’influence dans les sociétés humaines, n’est rien d’autre que la réplique, dans un méta-espace construit par l’esprit, des mécanismes de base fondateurs de la matière et de la vie. L’idée qu’il faut s’associer pour exister est déjà présente dans la façon même dont la matière se constitue : un neutron isolé, non « marié » à un proton, et au-delà à un groupe de particules dans un noyau atomique, n’a que dix minutes d’espérance de vie. Les atomes se combinent, les molécules créent des êtres de plus en plus complexes.
- Une machine d'apprentissage collectif est un système complexe autoadaptatif utilisant des éléments qui jouent cinq rôles : agrégatif (les "agents de conformité") ; curatif (les "générateurs de diversité") ; normatif ("les "juges internes") ; reproductif (les "distributeurs de ressources") et compétitif (les "tournois inter-groupes")[8].

Bloom évoque la constitution du monde, d’une « compulsion connective » (voir Connectivisme (théorie de l'apprentissage)) qui serait la véritable loi fondamentale de l’évolution – une loi qui englobe et dépasse celle, non pas fausse mais limitative, de la « lutte pour la vie » ((en) “struggle for life”) darwinienne.

### Le génie de la bête
À la suite de la crise financière de 2008, Bloom propose une relecture et révision radicale du capitalisme :
- L'économie a un comportement biologique identique à celui que l'on observe chez les bactéries ou les embryons[9].
- Outre leur valeur symbolique, l'or et l'argent (métal) confèrent un statut social en valorisant l'échange physique depuis près de 2 600 ans[10].
- L'effet auto-agrégatif du capital engendre un système d'appropriation qui donne à ceux qui en ont et prélève l'argent de ceux qui pourraient en avoir[11].
- La sélection de parentèle observable chez certains groupes d'insectes stipule que la transmission des gènes est tout autant assurée par la reproduction d'un individu que par celle de ses apparentés. Moyennant quoi une ouvrière stérile a intérêt à aider la reine - sa mère -, de façon strictement altruiste, à lui donner des sœurs[12].